# Giso V.
Giso V. (* um 1110; † 1137), Gaugraf im fränkischen Hessengau und Vogt des Klosters Hasungen, war der einzige Sohn des hessischen Gaugrafen Giso IV. von Gudensberg und dessen Frau Kunigunde von Bilstein und der letzte Graf aus dem Hause der Gisonen.
Nach dem Tode seines Vaters im März 1122 verwaltete seine Mutter für ihren unmündigen Sohn die Grafschaft Gudensberg, heiratete aber schon im folgenden Jahr den Grafen Heinrich Raspe I., den jüngeren Bruder des Grafen und späteren Landgrafen Ludwig I. von Thüringen. Als Giso V. 1137 auf dem Italienfeldzug Kaiser Lothars III. im Kampf gegen die Normannen von Roger II. bei Palestrina fiel, kam sein hessisches Erbe über seine Mutter und seine Schwester Hedwig von Gudensberg an Hedwigs Ehemann, den Landgrafen Ludwig I. von Thüringen.